# Bardesanes
Bardesanes is een geslacht van wantsen uit de familie van de Reduviidae (Roofwantsen). Het geslacht werd voor het eerst wetenschappelijk beschreven door William Lucas Distant in 1909.

## Soorten
Het genus bevat de volgende soorten:

- Bardesanes sericenotatus Livingstone & Ravichandran, 1989
- Bardesanes signatus Distant, 1909